# José Antonio Garriga Vela
José Antonio Garriga Vela es un escritor español nacido en 1954, tiene su residencia habitual en Málaga.

## Biografía
José Antonio Garriga Vela (Barcelona 1954) ha desarrollado su creatividad en diferentes campos literarios. Su consagración llegó con la novela Muntaner, 38 que obtuvo elogios de autores como Juan Marsé, Manuel Vázquez Montalbán, Enrique Vila-Matas, Joan de Sagarra y Eduardo Mendoza.
Es columnista del Diario Sur. Desde febrero de 1994 publica un cuento semanal en dicho periódico.
Pertenece a la Orden del Finnegans, que toma su nombre de un pub de Dalkey (Irlanda), aunque hay quien piensa que lo toma también de la última novela de James Joyce, 'Finnegans Wake'. Los caballeros de la Orden del Finnegans se obligan a venerar la novela Ulises de James Joyce y, sin excusa posible, asistir cada año en Dublín, el 16 de junio, al Bloomsday, larga jornada que culminan, al caer la tarde, en Torre Martello (inicio de la novela), leyendo unos fragmentos de Ulises, y caminando después hasta el pub Finnegans en la vecina población de Dalkey.

## Obra

### Teatro
- Aquellas añoradas sirenas roncas y despeinadas. Premio Miguel Romero Esteo (1986)
- Formas de la huida. Premio Enrique Llovet (1989)

### Libros de Relatos
- El tercer día
- La chica del anuncio
- El secreto de las ventanas
- El vigilante del salón recreativo
- El anorak de Picasso. Candaya, 2005.

### Novela
- Una visión del jardín
- Muntaner 38 (Editorial Debate). Premio Jaén de novela, 1996
- El vendedor de rosas (Ediciones Destino)
- Los que no están (Editorial Anagrama). Premio Alfonso García Ramos (2001)
- Pacífico (Editorial Anagrama). Premio Dulce Chacón de Narrativa Española, 2009 a la mejor novela publicada en lengua española en 2008.
- El cuarto de las estrellas (Ediciones Siruela). Premio de Novela Café Gijón 2013.[2]